# 評議
『評議』（ひょうぎ）は、裁判員制度のPRのため、最高裁判所が2006年に制作した広報映画である。
各地で上映会が開かれたほか、裁判所、図書館などでビデオ、DVDが貸し出されている。また、2009年3月にはCS放送の日本映画専門チャンネルで放送された。

## キャスト

### 裁判員
- 大沢祐介：中村俊介
- 岩本辰夫：小林稔侍
- 松井絹代：藤田弓子
- 小池美生：中原果南
- 千葉俊之：酒井敏也
- 西出光江：宍戸美和公

### 裁判官
- 藤原英明：榎木孝明
- 山本正志：宮下直紀
- 田村あかり：越智静香

### 事件関係者
- 被告人：金剛地武志
- 被告人の婚約者：大河内奈々子
- 被害者：伊藤高史
- 弁護人：元井須美子
- 検察官：中根徹
- 目撃者：小林千晴

## スタッフ
- 企画・制作：最高裁判所
- 監督：伊藤寿浩
- 脚本：山口あさみ
- プロデュース：高橋亮司（博報堂）、大島秀子（博報堂プロダクツ）、森川真行（ファインエンターテイメント）、野村宜弘（ファインエンターテイメント）
- 協力：法務省、日本弁護士連合会
- 制作プロダクション：ファインエンターテイメント